# Олгіна
О́лгіна (ест. Olgina alevik) — селище в Естонії, у міському самоврядуванні Нарва-Йиесуу повіту Іда-Вірумаа.

## Населення
Чисельність населення на 31 грудня 2011 року становила 459 осіб.

## Історія
До 21 жовтня 2017 року селище входило до складу волості Вайвара.